# Alexis de Tocqueville
Alexis-Henri-Charles Clérel, vicomte de Tocqueville, född 29 juli 1805 i Paris, död 16 april 1859 i Cannes, var en fransk adelsman, historiker, sociolog och politisk teoretiker.

## Biografi
Tocquevilles far var borgmästare Hervé Louis François Jean Bonaventure Clérel, Comte de Tocqueville (1772–1856), som var av gammal normandisk adel. Tocquevilles mor var Louise Le Peletier de Rosanbo (1772–1836), som var Chateaubriands svägerska och dotterdotter till Ludvig XVI:s försvarsadvokat Guillaume Chrétien de Lamoignon de Malesherbes, som giljotinerades. 
Tocqueville växte upp i Verneuil-sur-Seine och fick en aristokratisk uppfostran med privatlärare, innan han inledde sin högre utbildning. Han studerade juridik och var verksam i Versailles. Han gifte sig 1835 med engelskan Mary Motley, men de fick inga barn. Under en kort period efter 1848 var han politiker, bland annat verksam som utrikesminister.

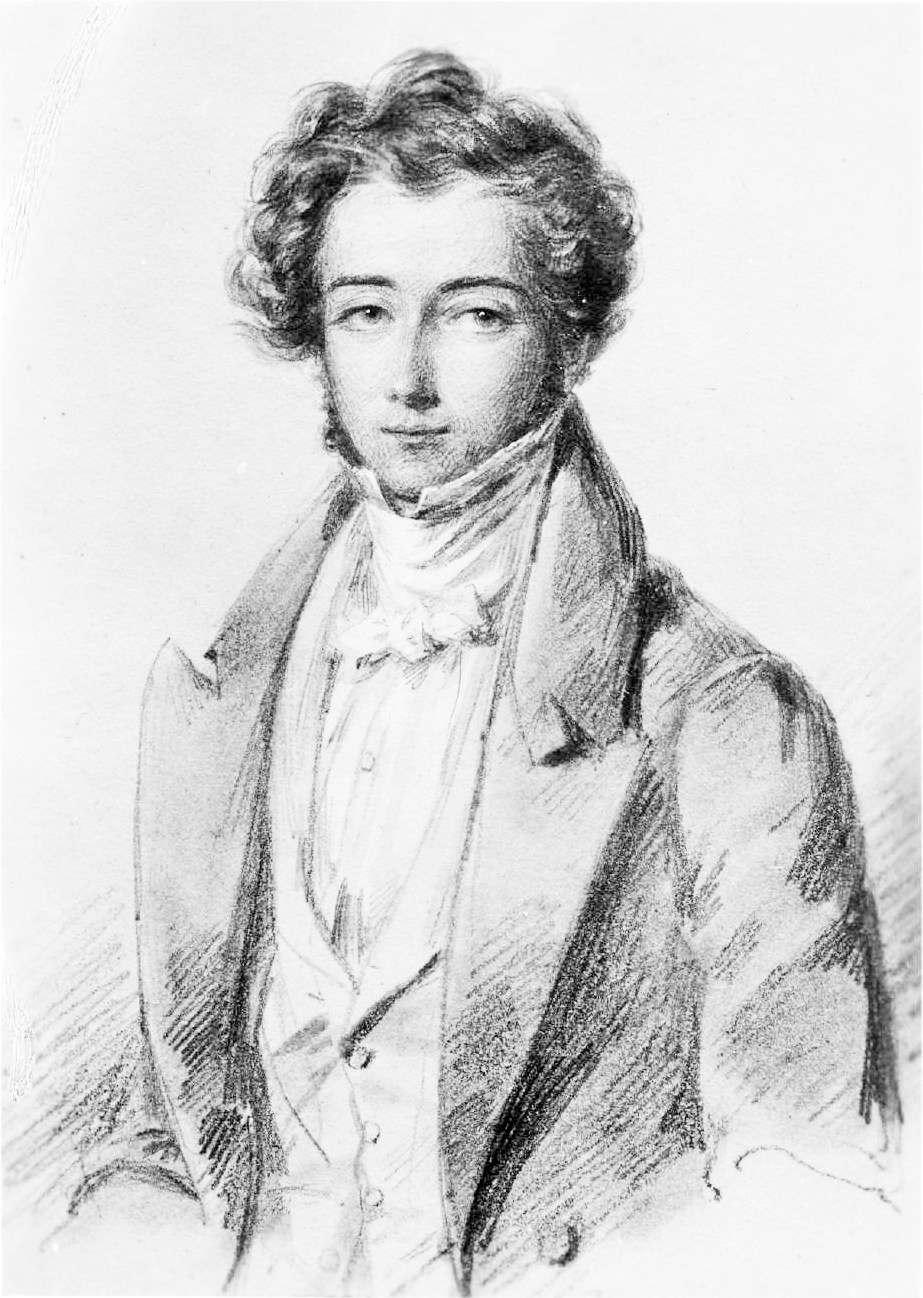
En teckning av Tocqueville.

## Politisk filosofi
Tocquevilles magnum opus är De la démocratie en Amérique (Om demokratin i Amerika) som utkom i två delar 1835 respektive 1840. Ett annat känt verk är L'Ancien Régime et la Révolution (Den gamla regimen och revolutionen) som utgavs 1856. I dessa verk talar han för konstitutionell demokrati och ett stort mått av frihet. Hans syn på franska revolutionen innefattade bland annat åsikten att dess omvälvningar på sikt hade blivit oundvikliga, men att den genomfördes på fel sätt. Tocqueville ansåg att det gamla styret också hade goda sidor, vilka inte borde ha svepts bort.
Av central betydelse för hans författarskap är resan till Amerika han företog 1831 med publicisten Gustave Auguste de Beaumont de la Bonninière. Hans verk används flitigt som källa till 1800-talets historia. Hans idé om att personlig välgörenhet är att föredra framför statligt ingripande har anammats av de konservativa sedan 1800-talet.
I jämförelse med de samtida europeiska länderna uppfattade Tocqueville att det amerikanska samhället genomsyrades av demokrati, och han såg demokratins framväxt som ödesbestämd. Därför var han mån om att man tog lärdom av USA:s erfarenheter och mildrade demokratins negativa sidor, vilka han bland annat ansåg vara farorna för "majoritetens despotism". Han noterade också ett viktigt undantag beträffande demokratin i USA: sydstaterna med dess slaveri. Tocqueville var aktiv kämpe mot slaveriet. 
Vad gäller skillnaderna i synen på religion mellan Europa och USA ansåg Tocqueville, att för européerna stod religionen inte för frihet utan snarare för olika former av motsättningar och förtryck, medan i det amerikanska samhället religionen snarast sågs som ett utomordentligt exempel på frihet och som en förenande faktor människor emellan. Detta kunde förklara den relativt starka religiositet som genomsyrade i princip alla samhällsnivåer i USA. 
Tocqueville var en analytiker av demokratin som fenomen, vilken han betraktade som en ekvation som balanserar frihet och jämlikhet, där både individens och samhällets intressen ska tillvaratagas. Alltför extrem liberalism leder till anarki och isolering. Han förutspådde att friheterna skulle gälla även kvinnor och alla etniska grupper. Trots sin tro på individen, förespråkade han även sociala reformer. Han förutsatte att en religiös tro hos medborgarna var en förutsättning för att friheten skulle tillvaratas på ett ansvarsfullt sätt.

## Verk
- Voyage en Sicile
- De la démocratie en Amérique
  - Om folkväldet i Amerika (översättning Constans Pontin, 1839-1846)
  - Tankar om demokratin (i urval och översättning av Anders Byttner) (Centrum-informations förlag, 1940)
  - Jämlikheten vårt öde: tankar om demokratins möjligheter och blindskär (i urval och översättning av Anders Byttner) (Rabén & Sjögren, 1970)
  - Om demokratin i Amerika (översättning Ervin Rosenberg) (Atlantis, 1997)
- L'ancien régime et la révolution
  - Den gamla regimen och revolutionen ((översättning Ervin Rosenberg (Atlantis, 2007)
- Du système pénitentaire aux États-Unis et de son application en France

### Franska
- Raymond Aron: Tocqueville retrouvé: essai sur les libertés (1965)
- Pierre Birnbaum: Okänd titel (PUF, 1970)
- Jean-Louis Benoît: Comprendre Tocqueville (Armand Colin, 2004)
- Raymond Boudon: Tocqueville aujourd’hui (Odile Jacob, 2005)
- Jacques Coenen-Huther: Tocqueville (Presses universitaires de France, 1997) (Que sais-je? ; 3213)
- Arnaud Coutant: Tocqueville et la constitution démocratique (Mare et Martin, 2008)
- François Furet: Tocqueville et le problème de la révolution française, Penser la Révolution française ; le systême conceptuel de De la démocratie américaine.
- André Jardin: Alexis de Tocqueville: 1805-1859 (Hachette, 1984)
- Lucien Jaume: Tocqueville: les sources aristocratiques de la liberté (Fayard, 2008)
- Éric Keslassy: Le libéralisme de Tocqueville a l'épreuve du paupérisme (L'Harmattan, 2000)
- Jean-Claude Lamberti: La notion d’individualisme chez Tocqueville (Presses universitaires de France, 1970)
- Jean-Claude Lamberti: Tocqueville et les deux démocraties (Presses universitaires de France, 1983)
- Pierre Manent: Tocqueville et la nature de la démocratie (Fayard, 1993) (rééd. Tel-Gallimard, 2006)
- J.-P. Mayer: Alexis de Tocqueville (Gallimard, 1948)
- Françoise Mélonio: Tocqueville et les Français (Aubier Montaigne, 1993)
- Olivier Meuwly: Liberté et société : Constant et Tocqueville face aux limites du libéralisme moderne (Genève: Droz, 2002)
- John Stuart Mill: Essais sur Tocqueville et la société américaine (Vrin, 1994)
- Antoine Redier: Comme disait Monsieur de Tocqueville...
- Pierre René Roland-Marcel: Essai politique sur Alexis de Tocqueville le libéral, le démocrate, l'homme public (Thèse pour le doctorat) (Paris, F. Alcan, 1910)

### Engelska
- Seymour Drescher: Tocqueville and England (Harvard University Press, 1964)
- Seymour Drescher: Dilemmas of democracy: Tocqueville and modernization (University of Pittsburgh Press, 1964)
- Edward T. Gargan: Alexis de Tocqueville: the critical years, 1848-1851 (Dissertation, Catholic University of America, 1955)
- Jack Lively: The social and political thought of Alexis De Toqueville (Clarendon Press, 1962)
- George Wilson Pierson: Tocqueville in America' (Doubleday, 1959)
- James T. Schleifer: The making of Tocqueville’s Democracy in America (University of North Carolina Press, 1980) (New ed.: Indianapolis: Liberty Fund, 2000)

### Svenska
- Om demokratin i Amerika. Bok 1. (De la démocratie en Amérique, 1). (Översättning Ervin Rosenberg, Atlantis, 1997) isbn: 91-7486-300-2
- Om demokratin i Amerika. Bok 2. (De la démocratie en Amérique, 2). (Översättning Ervin Rosenberg), Atlantis, 1997) isbn: 91-7486-369-x
- Den gamla regimen och revolutionen. (L'ancien régime et la révolution). (Översättning Ervin Rosenberg, Atlantis, 2007) isbn: 978-91-7353-175-7
- Minnen. (Översättning Per Magnus Kjellström, Atlantis, 2015) isbn: 978-91-7353-768-1